# تو متأسف نیستی
تو متأسف نیستی (به انگلیسی: You're Not Sorry) نام یک تک‌آهنگ می‌باشد توسط تیلور سویفت خواننده کانتری نوشته و خوانده شده‌است این آهنگ در تاریخ ۲۸ اکتبر سال ۲۰۰۸ توسط کمپانی بیگ ماشین رکوردز منتشر شد.